# Dude
Dude (en español 'viejo, tipo, tío') es una palabra del inglés estadounidense que se usa para designar informalmente a una persona de género masculino. Este término fue comúnmente utilizado por adultos de mediana edad pero su popularidad ha incrementado en la primera década del siglo XXI. El equivalente femenino dudette ha caído en desuso, ya que en el inglés estadounidense hay otros términos que tienen un ámbito social aproximadamente equivalente que se refieren al género femenino, por ejemplo chick.
Dude puede ser usado como una exclamación que expresa varios estados de emoción. Entre ellos felicidad, sorpresa, decepción o asombro, entre otros. También puede ser usada prácticamente donde sea en una oración para agregar cierto apego o interés a la conversación. La cadencia, volumen y longitud en la cual se pronuncia también denota un sentimiento, por ejemplo un dude cortado para expresar enojo o un duuude alargado para expresar sorpresa o diversión.
Antiguamente en los Estados Unidos la palabra era empleada para referirse a una persona que era nueva a un vecindario y que no estaba acostumbrada a la vida fuera del área urbana[cita requerida].

## Orígenes y uso común
Originalmente dude era el nombre que se le daba a una persona del área urbana que no sabía mucho de la vida en el campo. Dude La palabra es usada mayormente por estadounidenses pero puede que haya tenido sus orígenes del irlandés[cita requerida], de hecho, la palabra dud (cebado) es un término despectivo para nombrar a una persona que carece de inteligencia.
Estos son algunos ejemplos de su uso:
```
where are you, dude?
/ ¿Viejo dónde estas?; 
I need her, dude'/ La necesito tío. 
This dude doesn't know what he's talking about
 / Este tipo no sabe de que habla.
```

Empleado en el título de la película:"Dude, Where's My Car?".
Hoy en día la palabra "dude", que es una palabra coloquial y por ende puede tener diversos significados o modos de empleo; se utiliza también para referirse a amigos, amistades o compañeros. Por ejemplo: "That's my dude Carl" (Este es mi "amigo" Carl). En español también puede ser sinónimo del coloquialismo: "parce" en Colombia.
"My Dude"
Noun
1. A friend, comrade or associate.
2. A salutory phrase, originating in Omaha, Nebraska.
3. Teeves
Ex 1. Yo my dude what it is?
Ex 2. shout out to my dude Freekey Zekey
Ex 3. Ey yo teeves man
buy my dude mugs & shirts
bro hombre dude friend also **
- - http://www.urbandictionary.com/define.php?term=dude%20friend

- Datos: Q942988